# Ekbladvecklare
Ekbladvecklare (Strophedra nitidana) är en fjärilsart som beskrevs av Fabricius 1794. Ekbladvecklare ingår i släktet Strophedra och familjen vecklare. Arten är reproducerande i Sverige. Inga underarter finns listade i Catalogue of Life.